# Togoland francese
Il Togoland francese (in francese: Togoland français) è stato un mandato francese della Società delle Nazioni nell'Africa occidentale, diventato poi la Repubblica Togolese.

## Storia

Il Togoland francese (in rosa) e il Togoland britannico (in verde).

L'8 agosto 1914, il protettorato tedesco del Togoland fu invaso dagli eserciti francese e britannico, cadendo dopo cinque soli giorni di resistenza. Nel 1916 il Togoland venne diviso nelle zone amministrative francese e britannica. Alla fine della guerra, il Togoland divenne formalmente un mandato della Società delle Nazioni diviso per scopi amministrativi tra Francia e Regno Unito.
Dopo la seconda guerra mondiale il mandato divenne un territorio in amministrazione fiduciaria delle Nazioni Unite, ancora amministrato da commissari francesi.
Secondo lo statuto del 1955, il Togoland francese divenne una repubblica autonoma all'interno dell'Unione francese, mantenendo comunque il proprio status di territorio in amministrazione fiduciaria delle Nazioni Unite. Un'assemblea legislativa, eletta col suffragio universale della popolazione adulta, aveva un considerevole potere sugli affari interni, con un organo esecutivo elettivo a capo del quale c'era un primo ministro responsabile di fronte all'assemblea legislativa. Questi cambiamenti furono inseriti in una costituzione approvata con il referendum del 1956. Il 10 settembre 1956 Nicolas Grunitzky divenne primo ministro della Repubblica Autonoma del Togo. Tuttavia, a causa di irregolarità nel plebiscito, nel 1958 si tennero elezioni generali non controllate, che vennero vinte da Sylvanus Olympio. Il 27 aprile 1960, con una tranquilla transizione, il Togo troncò i propri legami costituzionali con la Francia, rinunciò allo status di territorio in amministrazione fiduciaria delle Nazioni Unite, e divenne completamente indipendente con una costituzione provvisoria e Olympio come presidente.

## Economia
Principale risorsa del paese era la palma da olio, diffusa soprattutto nella zona meridionale, che favorì anche la diffusione di oleifici. Importanti erano anche le colture di cacao, cotone e arachidi.
Nelle zone centrali del territorio, a fine anni '50 si andava diffondendo la coltivazione di caffè, mentre sulla costa era coltivata anche la palma da cocco.
Le colture alimentari riguardavano soprattutto granoturco, sorgo e miglio.
Diffuso l'allevamento di ovini, seguiti da caprini, suini, bovini e altri animali.
Dal punto di vista minerario, degni di nota i giacimenti ferrosi, sfruttati però in maniera primitiva.